# Voingt
Voingt é uma comuna francesa na região administrativa de Auvérnia-Ródano-Alpes, no departamento Puy-de-Dôme. Estende-se por uma área de 6,4 km². Em 2010 a comuna tinha 32 habitantes (densidade: 5 hab./km²).